# IC 3133
IC 3133 је тројна звијезда у сазвјежђу Дјевица која се налази на листи објеката дубоког неба у Индекс каталогу.
Деклинација објекта је + 7° 38' 20" а ректасцензија 12h 18m 54,6s.